# Kahnschleuse Gahlberg
Die Kahnschleuse Gahlberg ist ein Schleusenbauwerk mit Nadelwehr im Fluss Rhin im Westen Brandenburgs. Die Schleuse und das Nadelwehr Gahlberg der zugehörigen Staustufe liegen in der Gemarkung des Ortsteils Strodehne der Gemeinde Havelaue.
Schleuse und Wehr sind unter der Bezeichnung Nadelwehr und Kahnschleuse Gahlberg mit der Objektnummer 09150513 als Baudenkmal des Landes Brandenburg ausgewiesen.

## Beschreibung

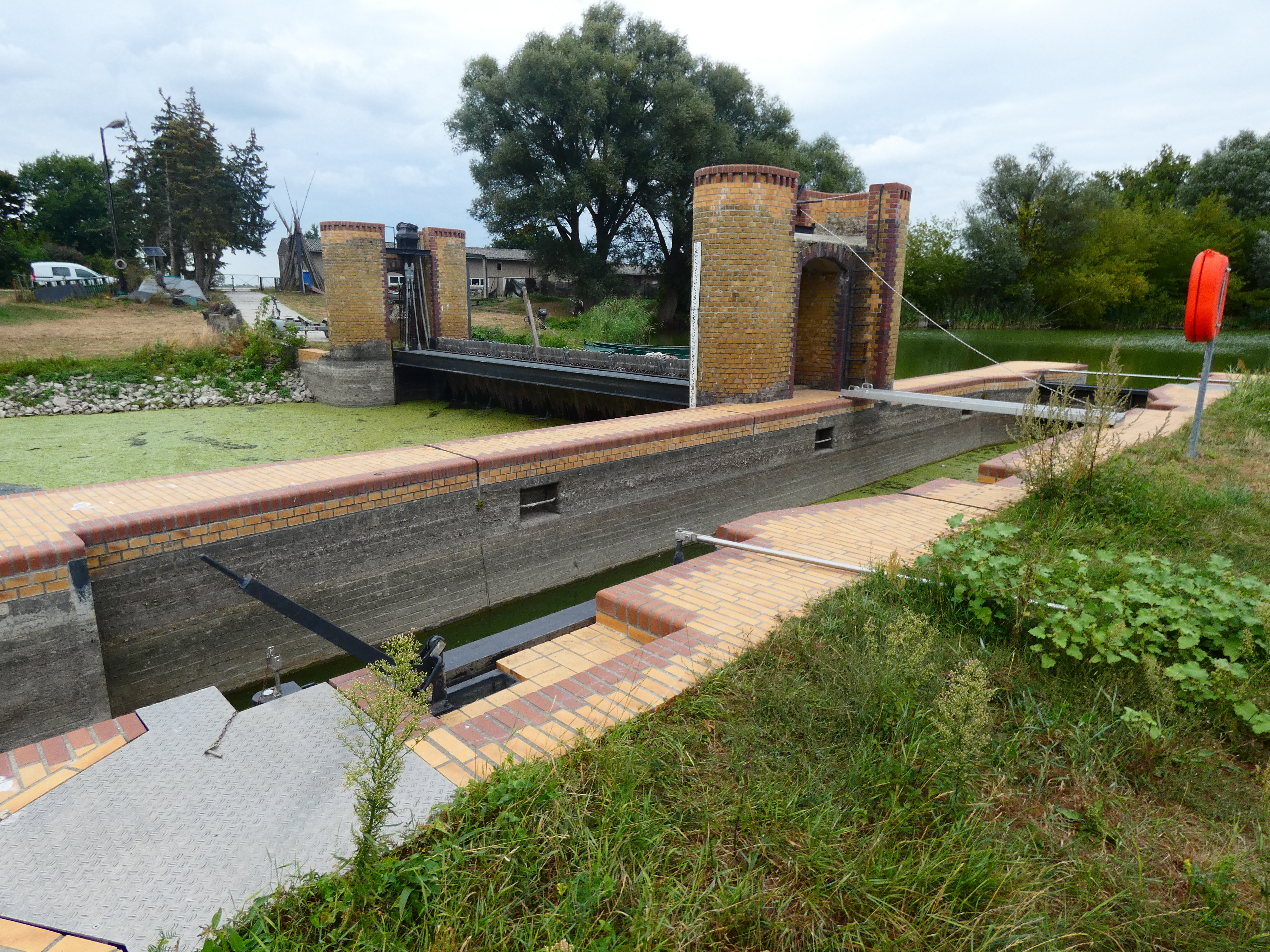
Schleusenbecken der Kahnschleuse; Nadelwehr vom Unterwasser

Die Kahnschleuse und das Nadelwehr wurden um 1912 in den Rhin etwa 100 m vor dessen Einmündung in die Gülper Havel installiert. Die Staustufe dient der Regulierung des Abflusses aus dem unweit oberhalb liegenden Gülper See und dem Rhin bis hinauf zur Stadt Rhinow. Das Wehr besteht aus 120 Holznadeln, welche bedarfsweise gesetzt oder gezogen werden können, um das Wasser zu stauen oder abzulassen. Im Jahr 2007 wurde am Wehr Gahlberg eine Fischtreppe in Form einer Umgehungsrinne gebaut, um so Fischen und andere Arten einen Aufstieg von der Gülper Havel in den Gülper See und Rhin besser zu ermöglichen.
Zwischen 2012 und 2014 wurde die gesamte Anlage denkmalsgerecht saniert. Die Kosten wurden mit 1,15 Millionen Euro kalkuliert, welche vom Land Brandenburg bereitgestellt wurden.
Unmittelbar im Oberwasser der Schleuse beginnt das Naturschutzgebiet des Gülper Sees. Ein Befahren des Oberwassers ist für sämtlichen Bootsverkehr untersagt. Die Einfahrt in den Gülper See ist für Wasserfahrzeuge jeder Art untersagt. Eine direkt am Wehr gelegene eingessene Fischerei, die die Fischereirechte unter anderem auf dem Gülper See hat und diesen befahren darf, ist Nutzer der Schleuse. Die Schleuse wird im Handbetrieb betätigt.